# كاساندرا لين
كاساندرا لين (بالإنجليزية: Cassandra Lynn)‏ هي عارضة أمريكية، ولدت في 15 أغسطس 1979 في برايس في الولايات المتحدة، وتوفيت في 15 يناير 2014 في لوس أنجلوس في الولايات المتحدة.

## وصلات خارجية
- كاساندرا لين على موقع IMDb (الإنجليزية)